# Глеба Юрій Юрійович
Гле́ба Юрій Юрійович (нар. 13 червня 1949, с. Шаланки, Закарпатська область) — український біолог, фізіолог рослин, генетик, академік НАН України. Піонер у галузі віддаленої гібридизації та клітинної культури рослин. Дослідник і науковий керівник у галузі генетики та біотехнології рослин.

## Життєпис
Закінчив біологічний факультет Київського державного університету в 1971 році.  Захистив дисертацію кандидата біологічних наук в Інституті ботаніки імені М. Г. Холодного НАН України. 1980 року отримав звання доктор біологічних наук у Ленінградському університеті.
У 1990 році Юрій Глеба заснував Інститут клітинної біології та генетичної інженерії, директором якого був до 2008 року, а з 2008 є його почесним директором.
З 1992 до 1999 року Юрій Глеба працював у компанії «American Cyanamid» (Принстон, Нью-Джерсі), де розвивав дослідження в галузі біотехнології, геноміки та інженерії рослин спочатку як керівник групи і менеджер, а з 1997 року як директор Департаменту інженерії культурних рослин. У 1999 році він став співзасновником біотехнологічної  компанії «Icon Genetics AG» (Мюнхен, Німеччина) і працює її першим головним виконавчим директором. Раніше він також був співзасновником іншої компанії «Phytomedics» (США). В 2008 році академік Глеба заснував компанію Nomad Bioscience GmbH.
Юрій Глеба у 1988-1998 роках виконував обов'язки академіка-секретаря Відділення загальної біології НАН України.
Академік Ю. Ю. Глеба активно працював або керував у багатьох міжнародних фондах: Програмі ЮНЕСКО з біотехнології рослин (Париж), Міжнародному фонді Сороса (Нью-Йорк, Москва), Міжнародний Соросівській науково-навчальній програмі (Вашингтон-Москва), фонді Відродження (Київ), INTAS (Брюссель), EPSO (Брюссель) тощо.

## Наукові дослідження
Юрій Глеба є засновником фундаментальних досліджень у галузі клітинної та генетичної інженерії рослин. Він отримав пріоритетні результати в таких напрямах клітинної біології та генетичної інженерії рослин, як створення асиметричних гібридів та цибридів, отримання та аналіз рекомбінантних форм з новими наборами генів цитоплазми, гібридизація філогенетично віддалених видів рослин, вивчення організації та експресії генетичного матеріалу в гібридах тощо.
Піонерські дослідження академіка Глеби в галузі клітинної біології, генетики та фізіології рослин були опубліковані у понад 200 наукових статтях, книгах та близько 30 патентах.
Обраний до Всесвітньої Академії наук та мистецтва (Рим), Європейської Академії (Лондон), Німецької академії натуралістів «Леопольдіна» (Галле), Литовської Академії наук (Вільнюс) та Баварської Академії наук (Мюнхен). Він є радником з науки Директорату з науки ЄС (Брюссель). Як відзначення свого наукового внеску він також отримав численні міжнародні та національні нагороди та премії, зокрема премію Кьорбера (Гамбург), премію Олександра фон Гумбольдта (Бонн), Державну премію СРСР (1984), Державну премію України (1989) тощо.

### Членство у наукових об'єднаннях і консультативних структурах
- Національна академія наук України, Київ (1988)
- Європейська академія, Лондон (з 1990)
- Німецька академія Леопольдіна, Галле (з 1991)
- Баварська академія наук, Мюнхен (з 1992)
- Світова академія мистецтв та науки, Рим (з 1993)
- Литовська академія наук, Вільнюс (з 2004)
- Національний екологічний центр України
- члена Міжнародної консультативної ради Міжнародного фонду Сороса,
- радника з наукових питань при Президенті України,
- члена Державного комітету України з Державних премій з науки і технологій.

### Редакційна діяльність
- головний редактор журналу «Цитология и генетика» (2000—04),
- член редколегії журналів
  - «The Plant Journal» (з 1992 р.),
  - «Theoretical and Applied Genetics[en]» (з 1978),
  - «Genetic Manipulation in Plants» (з 1987 р.).
  - «Цитология и генетика»

### Робота в фондах
- Програмі ЮНЕСКО з біотехнології рослин (Париж),
- Міжнародному фонді Сороса (Нью-Йорк, Москва),
- Міжнародній Соросовській науково-навчальній програмі (Вашингтон-Москва),
- фонді Відродження (Київ),
- INTAS (Брюссель),
- член Керівного Комітету (EPSO) European Plant Science Organization (Європейської організації дослідників рослин) (Брюссель),
- радник Рамкової програми 7 ЄС «Food, Agriculture, Fisheries and Biotechnology» (Їжа, сільське господарство, рибальство, біотехнологія) (Брюссель)